# Wybory prezydenckie w Stanach Zjednoczonych w Kalifornii w 1968 roku
Wybory prezydenckie w Stanach Zjednoczonych w Kalifornii w 1968 roku – odbyły się 5 listopada 1968 jako część 46. wyborów prezydenckich, w których wzięło udział wszystkie 50 stanów oraz Dystrykt Kolumbii.
Wyborcy w Kalifornii wybrali elektorów, aby reprezentowali ich w głosowaniu powszechnym w kolegium elektorskim.
Kalifornia została zdobyta przez kandydata republikanów – Richarda Nixona.
| 1964← 5 XI 1968 →1972 |                                                                                       |                                                                                    |                                                                              |
| --- | ------------------------------------------------------------------------------------- | ---------------------------------------------------------------------------------- | ---------------------------------------------------------------------------- |
| - Kandydat na prezydenta - Partia polityczna - Stan macierzysty - Kandydat na wiceprezydenta - Głosy elektorskie - Głosy powszechne - Wyniki procentowe | - Richard Nixon - republikanin - Nowy Jork - Spiro T. Agnew - 40 - 3 467 664 - 47,82% | - Hubert Humphrey - demokrata - Minnesota - Edmund Muskie - 0 - 3 244 318 - 44,74% | - George Wallace - niezależny - Alabama - Curtis LeMay - 0 - 487,270 - 6.72% |